# Giro del Mendrisiotto 2006
Il Giro del Mendrisiotto 2006, sessantaseiesima edizione della corsa, valido come evento dell'UCI Europe Tour 2006 categoria 1.2, si svolse il 26 marzo 2006 su un percorso totale di circa 151,2 km. Fu vinto dall'italiano Daniele De Paoli, che terminò la gara in 3h36'22" alla media di 41,92 km/h.
Alla partenza erano presenti 113 ciclisti dei quali 64 portarono a termine la gara.

## Ordine d'arrivo (Top 10)
| Pos. | Corridore         | Squadra      | Tempo    |
| ---- | ----------------- | ------------ | -------- |
| 1    | Daniele De Paoli  | LPR          | 3h36'22" |
| 2    | Adam Hansen       | Aposport     | a 3"     |
| 3    | Emanuele Bindi    | Amore & Vita | a 6"     |
| 4    | Jure Kocjan       | Radenska     | a 9"     |
| 5    | Matic Strgar      | Radenska     | a 19"    |
| 6    | Mariusz Wiesiak   | Team Nippo   | s.t.     |
| 7    | Mattia Gavazzi    | LPR          | s.t.     |
| 8    | Nico Graf         | Thüringer    | s.t.     |
| 9    | Graziano Gasparre | Amore & Vita | s.t.     |
| 10   | Jan Valach        | Aposport     | s.t.     |